# Серравалле-Ланге
Серравалле-Ланге, Серравалле-Ланґе (італ. Serravalle Langhe, п'єм. Saraval) — муніципалітет в Італії, у регіоні П'ємонт,  провінція Кунео.
Серравалле-Ланге розташоване на відстані близько 470 км на північний захід від Рима, 65 км на південний схід від Турина, 50 км на північний схід від Кунео.
Населення — 322 особи (2014).

## Демографія
Населення за роками:

Станом на 1 січня 2023 року в муніципалітеті офіційно проживало 29 іноземців з 10 країн, серед них 14 громадян країн Євросоюзу та 1 громадянин України.

## Сусідні муніципалітети
- Боссоласко
- Черретто-Ланге
- Чиссоне
- Фейзольйо
- Роддіно